# Фегієнь
Фегієнь, Фегієні (рум. Făghieni) — село у повіті Бакеу в Румунії. Входить до складу комуни Ізвору-Берхечулуй.
Село розташоване на відстані 250 км на північ від Бухареста, 25 км на схід від Бакеу, 73 км на південь від Ясс, 137 км на північний захід від Галаца.

## Населення
За даними перепису населення 2002 року у селі проживали 29 осіб, усі — румуни. Усі жителі села рідною мовою назвали румунську.